# Kazimierz Bartel
Kazimierz Władysław Bartel (3. března 1882 Lvov – 26. července 1941 Lvov) byl polský matematik, diplomat a politik narozený na území dnešní Ukrajiny (tehdy Rakouska-Uherska). Během Piłsudského režimu byl třikrát jmenován předsedou polské vlády (1926, 1928–29, 1929–1930). V letech 1919–1920 byl ministrem železnic, v letech v letech 1926–1928 ministrem náboženského vyznání a veřejné osvěty, ve stejné době též místopředsedou vlády (de facto vládu vedl, premiér Piłsudski se řízení svého kabinetu nevěnoval). Poslanec (1922–1930) i senátor (1936–1939). Byl svobodným zednářem. V letech 1930-1931 byl rektorem Lvovské polytechniky. Po německém obsazení Lvova byl Bartel zatčen gestapem. Němci mu nabídl post premiéra v loutkové vládě, což odmítl a na příkaz Heinricha Himmlera byl 26. července 1941 zavražděn.

## Život
Narodil se v rodině železničáře polské národnosti. Aby mohl studovat, musel si přivydělávat jako zámečník na železnici. Vystudoval mechaniku na Lvovské polytechnice, absolvoval summa cum laude v roce 1907. Brzy začal pracovat na své alma mater jako asistent Placyda Zdzisława Dziwinského. V letech 1908 až 1909 studoval také matematiku a filozofii na Františkánské univerzitě ve Lvově a na Univerzitě Ludwiga Maxmiliána v Mnichově. Vrátil se na polytechniku a v roce 1909 získal titul doktora technických věd, jako jeden z prvních v Rakousku-Uhersku. V roce 1912 představil habilitační práci O rovinných součinech involuce čtvrté řady nultého stupně a získal titul docenta. Od roku 1911 vedl katedru deskriptivní geometrie, v roce 1913 získal titul profesora matematiky.
Během první světové války byl odveden do rakousko-uherské armády, po jejím konci a rozpadu Rakouska-Uherska v roce 1918 se vrátil do Lvova, který se stal součástí nově založené Druhé polské republiky. V roce 1919 jako velitel železničních jednotek bojoval při obraně města proti ukrajinskému obležení. Ve stejné době se spřátelil s polským vojevůdcem Józefem Piłsudským. Od května 1919 působil jako vedoucí Sdružení pro stavbu obrněných vlaků. Jeho četné úspěchy v této oblasti vedly k tomu, že ho premiér Leopold Skulski jmenoval ministrem železnic. Po konci polsko-sovětské války v roce 1920 byl Bartel jmenován podplukovníkem a ponechán ve vedení železničních záložních důstojníků a milice ve Lvově. Byl mu též udělen kříž Virtuti Militari, polské vyznamenání za statečnost.
V roce 1921 strávil šest měsíců cestováním po Francii, Itálii, Švýcarsku a Rakousku. Věnoval se zde studiu strarého umění, což byla vedlejší linie jeho zájmu již od studií v Mnichově. Nashromáždil přitom velký osobní archiv poznámek a fotografií.
V roce 1922 byl zvolen poslancem polského Sejmu a tuto pozici zastával až do roku 1929. Zpočátku byl členem středolevé agrární strany Polskie Stronnictwo Ludowe „Wyzwolenie“. Nebyl však spokojen s její radikalizací a v dubnu 1925 ji opustil. Spolu s dalšími odpadlíky založil parlamentní „Klub práce“. Ten se rychle dostal pod přímý vliv maršála Józefa Piłsudského. Ještě před květnovým převratem roku 1926 obdržel Bartel pokyn od maršála Piłsudského připravit se na převzetí vlády. Bartel Piłsudského rozbití demokracie podporoval. Později to vysvětlil tím, že „před květnovým převratem neexistovala žádná skutečná demokracie, neboť v Polsku vládla oligarchie, šlechtici a vlivní vůdci bohatých soukromých klubů a stran“.
Po převratu byl Bartel jmenován maršálkem Sejmu a předsedou vlády. Ve svém inauguračním projevu ale uvedl, že v čele vlády bude jen do zvolení nového prezidenta. Toto rozhodnutí bylo možná ovlivněno jeho tehdejšími zdravotními problémy. Bartelova nová vláda se skládala převážně z lidí, kteří nebyli spojeni s žádnou politickou stranou. Byla vnímána jako středová. Byl to Bartel, kdo navrhl, aby se prezidentem stal Ignacy Mościcki, který byl rovněž profesorem na Lvovské polytechnice. Bartelova první vláda byla jednou z nejaktivnějších v historii Polska. Politici a členové parlamentu se scházeli každý druhý den - těmto setkáním kritici posměšně říkali Sejm Bartlowy („Bartelův parlament“). Bartelovy obhájci to však později oceňovali, neboť jiní pozdější Piłsudského premiéři (Kazimierz Świtalski nebo Walery Sławek) byli vůči poslancům a senátorům mnohem agresivnější.
Po zvolení Moścického prezidentem Bartel odstoupil spolu s celým kabinetem, jak slíbil, ale brzy po svém jmenování jej Mościcki znovu jmenoval premiérem. 8. června 1926 tak Bartel vytvořil svůj druhý kabinet. Připisuje se mu zejména zlepšení administrativního systému, což bylo způsobeno především Bartelovými organizačními schopnostmi. Bartel se také snažil zlepšit situaci polských Židů. Byl odhodlán odstranit zbytky předpisů z dob ruského cara Mikuláše II. a Kongresovky zaměřených na perzekuci náboženských menšin. V roce 1927 Bartel prosadil zákon, který udělil práva židovským komunitám. Bránil také návrhům na různé ekonomické sankce Židů, které se začaly objevovat, neboť mnozí extrémní politici si mysleli, že diktatura bude ideálním prostředím pro prosazení takových opatření.
Dne 2. srpna 1926 přijal parlament novelu ústavy (tzv. srpnová novela), která významně posílila roli prezidenta. 20. září 1926 Křesťanskodemokratická strana zvedla hlas proti dvěma ministrům v Bartelově vládě: Antoni Sujkowskému a Kazimierzu Młodzianowskému. Strana je obvinila z provádění politických čistek ve státní správě. Tlak donutil Bartla a jeho kabinet k rezignaci, ale maršál Piłsudski nařídil prezidentu Mościckému jmenovat Bartla předsedou vlády znovu. Kvůli rozjitřenému konfliktu nicméně vydržel třetí Bartelův kabinet pouhé čtyři dny. Do čela vlády se tedy postavil sám maršál Piłsudský. Bartel se v nové vládě stal místopředsedou a ministrem náboženských vyznání a veřejné osvěty. Maršál však nevěnoval kabinetu valnou pozornost, zaměřoval se především na vojenskou a zahraniční politiku, takže vládu stejně v zásadě řídil Bartel.
Roku 1928 Piłsudski rezignoval a prosadil do čela vlády znovu Bartela, jehož považoval za svého nejvěrnějšího přítele a podporovatele. Piłsudského rozhodnutí značně rozčílilo poslance a senátory, kteří demonstrovali svou nespokojenost neúčastí na zasedáních senátu a Sejmu. Někteří dokonce házeli shnilé potraviny po ministrech, když jednací sály parlamentu opouštěli. Situace se v nadcházejících měsících zhoršila a neklid se přelil do ulic. Někteří nespokojenci napojení na politické strany v parlamentu fyzicky napadali vládní úředníky na jejich cestě do nově postavené vládní budovy na ulici Wiejska ve Varšavě. Roku 1929 oleje do ohně přilila takzvaná „Czechowiczova aféra“. Proláklo se totiž, že ministr financí Gabriel Czechowicz, silný podporovatel Piłsudského, vydal ze státního rozpočtu 8 milionů polských zlotých na kampaň hnutí Nestranický blok pro spolupráci s vládou (Bezpartyjny Blok Współpracy z Rządem). Tato strana, jejímž představitelem byl i Bartel, byla klíčovým spojencem Piłsudského Sanačního hnutí. 12. února 1929 požádala parlamentní opozice o postavení Czechowicze i Bartla před Státní tribunál. V reakci na to Bartel nařídil své vládě rezignovat, ovšem s pocitem křivdy, neboť za svým ministrem Bartel stál a aféru viděl jako snahu zostřit napětí ve společnosti a možná i iniciovat převrat. Předsedou vlády se stal Kazimierz Świtalski, který zahájil s parlamentem tvrdý boj. Parlament brzy přijal návrh na vyslovení nedůvěry Świtalského kabinetu, načež se Piłsudski znovu rozhodl pro Bartela, aby situaci uklidnil.
Dne 29. prosince 1929 tak byl Bartel potřetí zvolen předsedou vlády a sestavil svůj pátý kabinet. Limitovalo ho špatné zdraví. Jednak nemoc ledvin, a také trpěl depresemi a úzkostmi, pravděpodobně kvůli neustálým sporům se Sejmem. Bartelovi se díky jeho vstřícnosti zpočátku podařilo se Sejmem navázat spolupráci, což vedlo ke stabilizaci a uklidnění konfliktu. Později se ale vztahy mezi kabinetem a parlamentem opět zhoršily. Vrcholem dalšího sporu byla žádost o vyslovení nedůvěry ministru práce a sociálních věcí Aleksanderu Prystorovi. Stalo se tak především z iniciativy Polské socialistické strany v čele s Ignacy Daszyńským. Bartel nehodlal ani tentokrát svého ministra obětovat. Dne 12. března pronesl v Senátu projev, v němž ostře napadl senátory a obvinil je z neschopnosti a snahy o rozvrat. 15. března 1930 se rozhodl úřad opustit a jeho rezignaci druhý den prezident přijal. Brzy také rezignoval na poslanecký mandát a odešel z politiky. Novým předsedou vlády byl jmenován „ostrý muž“, Walery Sławek.
Po odchodu z politického života se Bartel vrátil na Lvovskou polytechniku. Záhy byl zvolen jejím rektorem, tento úřad zastával v akademickém roce 1930/1931. Byl mu udělen i čestný doktorát a členství v Polské akademii věd. V letech 1930-1932 byl prezidentem Polské matematické společnosti. Během této doby publikoval svá nejvýznamnější vědecká díla, ale také vydal knihu o roli perspektivy v evropském malířství. I na univerzitě se snažil bojovat s antisemitismem, když vyjádřil silný odpor k plánům zavést oddělené lavice pro studenty židovského původu. Kvůli tomu se stal sám terčem útoků antisemitských studentů, včetně házení vajec a shnilého jídla. Studenti také přivedli do školy prase s nápisem „Bartel“.
V roce 1937 byl Bartel prezidentem jmenován senátorem, aby nahradil zesnulého Emila Bobrowského. Byl jím až do vypuknutí druhé světové války. Na podzim roku 1938 byl jedním ze signatářů dopisu adresovaného prezidentu Mościckému, který vyzýval k začlenění zástupců opozice do vlády, aby se posílila národní jednota v momentě ohrožení země. Dokument také žádal amnestii pro opoziční politiky, kteří byli nuceni odejít do exilu nebo byli uvězněni po Brestských procesech s opozicí. Mościcki však na návrhy nereagoval. V únoru 1939 Bartel pronesl v Senátu projev, který si získal širokou publicitu v celé zemi. V něm ostře kritizoval situaci na univerzitách a vysokých školách po celém Polsku. Zmínil tam rozšířený antisemitismus, ale i nesmyslnou a neefektivní organizaci studia.
Když byl Lvov obsazen Sovětským svazem, bylo Bartelovi dovoleno pokračovat v přednáškách na univerzitě, přičemž bojoval o to, aby si škola zachovala polský ráz. V červenci 1940 byl spolu s několika dalšími politiky a profesory povolán do Moskvy, kde se zúčastnil zasedání představitelů univerzit Sovětského svazu. Mnozí historici vnímají tuto cestu jako „námluvy“, o které se sovětská moc pokusila. Bartel v Moskvě například podepsal smlouvu s nakladatelstvím na sepsání učebnice geometrie pro základní školy v celém Sovětského svazu. Navštívil také četné vědecké a kulturní instituce. Stalin podle některých svých nejbližších přátel vydal návrh na vytvoření polské loutkové vlády, v jejímž čele by stál právě Bartel. Tyto informace se objevovaly i mezi tajnými službami v Německu a jinde. Žádná taková vláda ale nevznikla a existoval-li takový plán, Bartel ho zřejmě odmítl. Exilový premiér v Londýně, generál Władysław Sikorski, o Bertelově oddanosti nepochyboval a měl v plánu ho jmenovat velvyslancem. 19. června 1941 byla Bartelova kandidatura oficiálně oznámena Sikorským během zasedání Rady ministrů. Sikorskému se však nepodařilo Bartela v Sovětském svazu zkontaktovat. Nakonec tak byl velvyslancem jmenován Stanisław Kot.
30. června 1941, brzy po zahájení německé invaze do Sovětského svazu, vstoupil Wehrmacht do Lvova. Bartel byl zatčen 2. července na setkání se spolupracovníky na univerzitě. Příští noc bylo zatčeno dalších 36 kolegů z fakulty. Bartel byl původně převezen do věznice gestapa v Pelczyńské ulici. Tam s ním, jak uvedl vězeň Antoni Stefanowicz, bylo zprvu zacházeno velmi slušně. Bylo mu dovoleno přijímat a posílat dopisy, psát matematické texty a posílat jen ven přes svou ženu, ta mu dokonce směla nosit jídlo z domova. To naznačuje, že Němci měli s Bartelem jakési plány. Podle některých zdrojů nacističtí představitelé navrhovali zřízení polské loutkové vlády závislé na Říši. Ani v tomto případě není informace jistá. Tvrdil to nicméně generál Sikorski na tiskové konferenci v Káhiře v listopadu 1941. Podle Sikorského Bartel nabídku odmítl, čímž si podepsal ortel. Dne 21. července byl nejprve převezen do věznice v ulici Łąckiego, kde začal být ponižován a týrán. Podle Stefanowiczova svědectví tím byl Bartel psychicky zničený a nedokázal pochopit podstatu této tragédie. Podle Sikorského verze byl nakonec na přímý rozkaz Heinricha Himmlera 26. července 1941 za úsvitu popraven. Byl zastřelen pravděpodobně poblíž Piaski Janowskie, kde byly povražděny další desítky lvovských profesorů. V říjnu 1943 bylo Sonderkommando složené z židovských vězňů přinuceno vykopat na tomto místě těla zavražděných polských profesorů, kteří byli uloženi v hromadném hrobě. Němci se snažili zakrýt stopy po masakru v situaci, kdy se k místu blížila postupující sovětská vojska. 9. října 1943 byly mrtvoly nahromaděny, spáleny a Sonderkommando rozmetalo popel po poli. Členové Sonderkommanda v hromadě mrtvol nalezly i osobní dokumenty Kazimierze Bartela.